# Затурецкий, Эде
Эде Затурецкий (венг. Zathureczky Ede; 24 августа 1903, Нойдорф — 31 мая 1959, Блумингтон, штат Индиана) — венгерский скрипач и музыкальный педагог польского происхождения.
Учился в Кошице, затем в Пражской консерватории у Ярослава Коциана, в 1918 году поступил в будапештскую Национальную академию музыки, где его учителем был Енё Хубаи. C 1929 года преподавал там же, в 1943—1956 годах был ректором Академии; среди его многочисленных учеников Ванда Вилкомирская, Денеш Ковач, Антон Контра, Михай Сюч.
Начал вести концертную деятельность с 1922 года, выступая неоднократно в ансамблях с Белой Бартоком и с Эрнё Донаньи. Был первым исполнителем скрипичного концерта Яноша Вишки, ему же и посвящённого. Затурецкий также гастролировал за рубежом, в частности один из первых дал гастроли в Африке.
После подавления Венгерской революции 1956 года эмигрировал в США, преподавал в Индианском университете.